# Mankhöjd
Manke är den del av hästens rygg, som har till underlag de höga tornutskotten från de främre ryggkotorna. 

## Olika typer
Manken kallas hög, då den höjer sig väsentligt över rygglinjen (4–8 centimeter); den är då vanligen genom en tydlig insänkning (det så kallade yxhugget eller lansmärket) skild från halsen. En lång manke sträcker sig ända till 14:e–15:e ryggkotan, varemot den korta slutar redan vid den 9:e–10:e. Tunn kallas manken, då den är hoptryckt från sidorna, i motsatt fall benämns den bred eller avrundad. Hos ridhästar är det i allmänhet önskvärt att manken är tämligen hög och tunn och framför allt lång; den stärker då ryggen och ger ett gott sadelläge. En alltför hög och tunn manke utsätts dock lätt för tryck eller skavsår, särskildt då hästen är sadlad med damsadel. Är manken kort, försvagas ryggen, och sadeln kommer för långt fram, varigenom bogarnas rörelser hindras och hästen blir lätt bruten; ryttarens tyngd kommer då även att för mycket vila på hästens framben, som därigenom lätt blir överansträngda. En bred eller avrundad manke ger ett mera osäkert sadelläge; den låga manken försvårar halsens resning och gör även, att sadeln lätt glider framåt. Hos arbetshästen önskar man en bred avrundad manke, som vanligen är tecken till en djup och bred bål och fyllig muskulatur; den tunna och höga manken åtföljs vanligen av smalt bröst och tunn hals, som för arbetshästen är ett väsentligt fel.
Mankhöjd, mkh, är ett mått på fyrfota djur som framför allt används om hästar och hundar. Mankhöjden är avståndet mellan marken eller golvet och manken, det högsta området på djurets rygg, alldeles bakom halsen, där skulderbladen sitter.

## Mankhöjd hos hästar

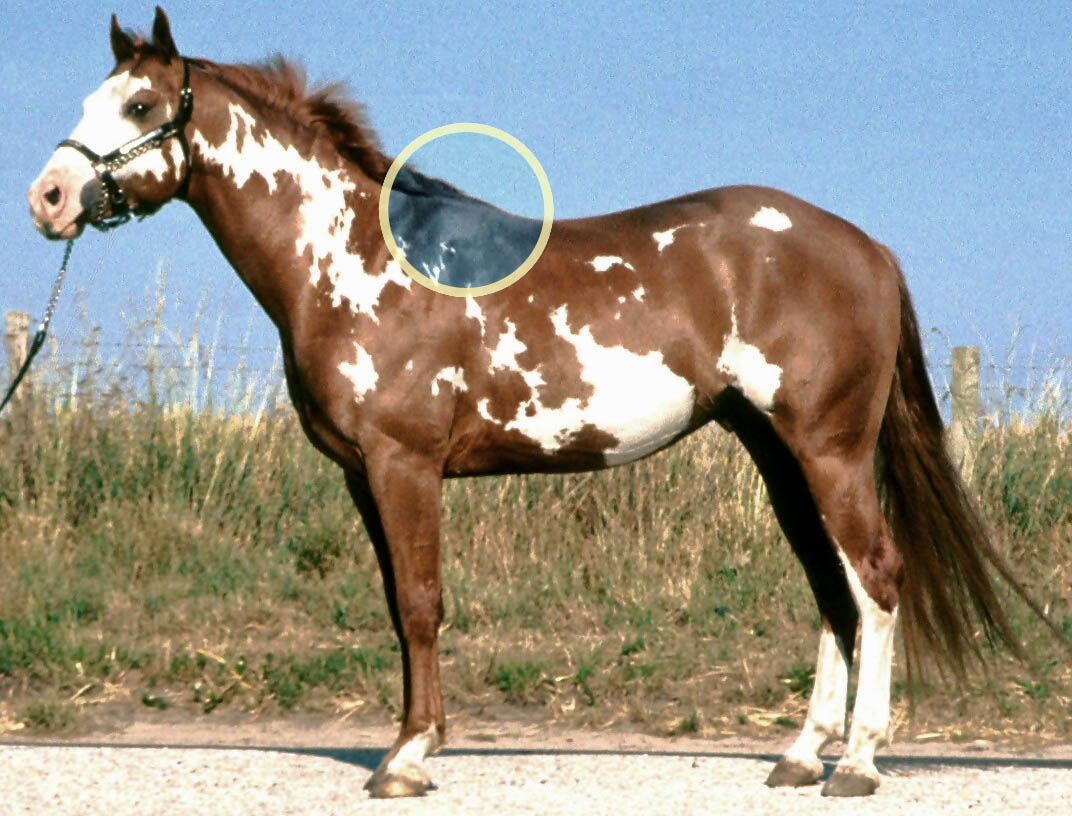
Vid den markerade punkten mäts mankhöjden

Hästens mankhöjd bestämmer vilken kategori den hör till:
- A-ponny: upp till 107 cm
- B-ponny: 107,1–130 cm
- C-ponny: 130,1–140 cm
- D-ponny: 140,1–148 cm
- Häst: Högre än 148 cm

Gränsen mellan ponny och häst gick tidigare vid 147,3 cm

## Genomsnittliga mankhöjder hos olika djur
- Råtta: 4–10 cm
- Katt: 10–40 cm
- Hund: 10–120 cm
- Häst: 70–194 cm
- Nötkreatur: 95–160 cm
- Ren: 115–130 cm
- Älg: 180–220 cm
- Brontosaurus: 300–900 cm